# 莫林·塔克
莫琳·安·“莫”·塔克（英語：Maureen Ann "Moe" Tucker，1944年8月26日—）是一位美国鼓手及歌手，在1965年至1972年期间曾是摇滚乐队地下丝绒的成员，录制了他们的第一张录音室专辑。她退出乐队后不再追求音乐事业，但在80年代早期回归，开启了个人职业生涯，录制了四张专辑。她也与前队友卢·里德和约翰·凯尔合作，参与了他们的个人专辑。1993年，塔克参加了地下丝绒乐队的欧洲巡演，该巡演产出了一张现场专辑。